# ルイ・デリュック賞
ルイ・デリュック賞 (Le Prix Louis-Delluc) は、フランスの映画賞である。

## 概要
1937年の創設以来、毎年12月の第二木曜日に授与されている。審査員は、20人で構成され、映画批評家と文化人の一団である。ジル・ジャコブが現在の代表である。審査会はパリのシャンゼリゼ通りにあるフランス料理店「ル・フーケッツ」(le Fouquet's) で行われる。
モーリス・ベシーとマルセル・イズコヴスキによって1937年に設立され、複数のシネクラブを設立し、映画に特化した初めてのフランス人ジャーナリストであったルイ・デリュックに捧げられている。

## 授賞歴

### ルイ・デリュック賞

#### 1937年 - 1949年
- 1937年 どん底 Les Bas-fonds、ジャン・ルノワール
- 1938年 Le Puritain、ジェフ・ムッソ (Jeff Musso)
- 1939年 霧の波止場 Le Quai des brumes、マルセル・カルネ
- 1940年（該当作なし）
- 1941年（該当作なし）
- 1942年（該当作なし）
- 1943年（該当作なし）
- 1944年（該当作なし）
- 1945年 希望 Espoir, sierra de Teruel、アンドレ・マルロー
- 1946年 美女と野獣 La Belle et la Bête、ジャン・コクトー
- 1947年 パリ1900年 Paris 1900、ニコル・ヴェドレス
- 1948年 Les Casse-pieds、ジャン・ドレヴィル (Jean Dréville)
- 1949年 七月のランデヴー Rendez-vous de juillet、ジャック・ベッケル

#### 1950年代
- 1950年 田舎司祭の日記 Journal d'un curé de campagne、ロベール・ブレッソン
- 1951年（該当作なし）
- 1952年 恋ざんげ Le Rideau cramoisi、アレクサンドル・アストリュック
- 1953年 ぼくの伯父さんの休暇 Les Vacances de monsieur Hulot、ジャック・タチ
- 1954年 悪魔のような女 Les Diaboliques、アンリ＝ジョルジュ・クルーゾー
- 1955年 夜の騎士道 Les Grandes Manœuvres、ルネ・クレール
- 1956年 赤い風船 Le Ballon rouge、アルベール・ラモリス (Albert Lamorisse)
- 1957年 死刑台のエレベーター Ascenseur pour l'échafaud、ルイ・マル
- 1958年 僕は黒人 Moi un noir、ジャン・ルーシュ
- 1959年 日曜には埋葬しない On n'enterre pas le dimanche、ミシェル・ドラック (Michel Drach)

#### 1960年代
- 1960年 かくも長き不在 Une aussi longue absence、アンリ・コルピ
- 1961年 Un cœur gros comme ça、フランソワ・レシャンバック
- 1962年
  - 不滅の女 L'Immortelle、アラン・ロブ＝グリエ
  - 女はコワイです Le Soupirant、ピエール・エテックス
- 1963年 シェルブールの雨傘 Les Parapluies de Cherbourg、ジャック・ドゥミ
- 1964年 幸福 Le Bonheur、アニエス・ヴァルダ
- 1965年 城の生活 La Vie de château、ジャン＝ポール・ラプノー
- 1966年 戦争は終った La guerre est finie、アラン・レネ（1回目）
- 1967年 めざめ Benjamin、ミシェル・ドヴィル
- 1968年 夜霧の恋人たち Baisers volés、フランソワ・トリュフォー
- 1969年 すぎ去りし日の… Les Choses de la vie、クロード・ソーテ（1回目）

#### 1970年代
- 1970年 クレールの膝 Le Genou de Claire、エリック・ロメール
- 1971年 Rendez-vous à Bray、アンドレ・デルヴォー (André Delvaux)
- 1972年 戒厳令 État de siège、コスタ＝ガヴラス
- 1973年 サン・ポールの時計屋 L'Horloger de Saint-Paul、ベルトラン・タヴェルニエ
- 1974年 平手打ち La Gifle、クロード・ピノトー (Claude Pinoteau)
- 1975年 さよならの微笑 Cousin, cousine、ジャン＝シャルル・タケラ
- 1976年 判事ファイヤールあだ名はシェリフ Le Juge Fayard dit Le Shériff、イヴ・ボワッセ (Yves Boisset)
- 1977年 ディアボロ・マント Diabolo menthe、ディアーヌ・キュリス (Diane Kurys)
- 1978年 銀行 L'Argent des autres、クリスチャン・ド・シャロンジュ (Christian de Chalonge)
- 1979年 王と鳥 Le Roi et l'oiseau、ポール・グリモー

#### 1980年代
- 1980年 Un étrange voyage、アラン・カヴァリエ (Alain Cavalier)
- 1981年 Une étrange affaire、ピエール・グラニエ＝ドフェール (Pierre Granier-Deferre)
- 1982年 ダントン Danton、アンジェイ・ワイダ
- 1983年 愛の記念に À nos amours、モーリス・ピアラ
- 1984年 La Diagonale du fou、リシャール・ダンボ (Richard Dembo)
- 1985年 なまいきシャルロット L'Effrontée、クロード・ミレール
- 1986年 汚れた血 Mauvais Sang、レオス・カラックス
- 1987年
  - 右側に気をつけろ Soigne ta droite、ジャン＝リュック・ゴダール
  - さよなら子供たち Au revoir les enfants、ルイ・マル（2回目）
- 1988年 読書する女 La Lectrice、ミシェル・ドヴィル（2回目）
- 1989年 愛さずにいられない Un monde sans pitié、エリック・ロシャン

#### 1990年代
- 1990年
  - ピストルと少年 Le Petit Criminel、ジャック・ドワイヨン
  - 髪結いの亭主 Le Mari de la coiffeuse、パトリス・ルコント
- 1991年 めぐり逢う朝 Tous les matins du monde、アラン・コルノー
- 1992年 小さな王子が言いました Le petit prince a dit、クリスティーヌ・パスカル (Christine Pascal)
- 1993年 スモーキング / ノー・スモーキング Smoking / No Smoking、アラン・レネ（2回目）
- 1994年 野性の葦 Les Roseaux sauvages、アンドレ・テシネ
- 1995年 とまどい Nelly et M. Arnaud、クロード・ソーテ（2回目）
- 1996年 クリスマスに雪は降るの? Y aura-t-il de la neige à Noël?、サンドリーヌ・ヴェッセ (Sandrine Veysset)
- 1997年
  - 恋するシャンソン On connaît la chanson、アラン・レネ（3回目）
  - マルセイユの恋 Marius et Jeannette、ロベール・ゲディギャン
- 1998年 倦怠 L'Ennui、セドリック・カーン
- 1999年 素敵な歌と舟はゆく Adieu, plancher des vaches !、オタール・イオセリアーニ

#### 2000年代
- 2000年 ココアをありがとう Merci pour le chocolat、クロード・シャブロル
- 2001年 インティマシー/親密 Intimité、パトリス・シェロー
- 2002年 ぼくの好きな先生 Être et avoir、ニコラ・フィリベール (Nicolas Philibert)
- 2003年
  - ベルヴォー三部作 その一：素敵な夫婦 Un couple épatant / その二：逃亡 Cavale / その三：その後 Après la vie、リュカ・ベルヴォー (Lucas Belvaux)
  - Les Sentiments、ノエミ・ルヴォフスキー (Noémie Lvovsky)
- 2004年 キングス&クイーン Rois et reine、アルノー・デプレシャン
- 2005年 恋人たちの失われた革命 Les Amants réguliers、フィリップ・ガレル
- 2006年 レディ・チャタレイ Lady Chatterley、パスカル・フェラン
- 2007年 La Graine et le Mulet、アブデラティフ・ケシシュ
- 2008年 La Vie moderne、レイモン・ドゥパルドン
- 2009年 預言者 Un prophète、ジャック・オーディアール (Jacques Audiard)

#### 2010年代
- 2010年 ミステリーズ 運命のリスボン Mystères de Lisbonne、ラウル・ルイス
- 2011年 ル・アーヴルの靴みがき Le Havre、アキ・カウリスマキ
- 2012年 マリー・アントワネットに別れをつげて Les Adieux à la reine、ブノワ・ジャコ
- 2013年 アデル、ブルーは熱い色 La Vie d'Adèle、アブデラティフ・ケシシュ（2回目）
- 2014年 アクトレス〜女たちの舞台〜Sils Maria、オリヴィエ・アサヤス

### ルイ・デリュック賞新人賞
- 1999年 Voyages、エマニュエル・フィンキール (Emmanuel Finkiel)
- 2000年 ヒューマンリソース Ressources humaines、ローラン・カンテ
- 2001年 Toutes les nuits、ウジェーヌ・グリーン (Eugène Green)
- 2002年 ウェシュ・ウェシュ、一体どうしたの? Wesh wesh, qu'est-ce qui se passe ?、ラバ・アムール＝ザイメッシュ (Rabah Ameur-Zaïmeche)
- 2003年 ラクダと針の穴 Il est plus facile pour un chameau...、ヴァレリア・ブルーニ・テデスキ
- 2004年 満ち潮の時 Quand la mer monte...、ヨランド・モロー、ジル・ポルト (Gilles Porte)
- 2005年 冷たいシャワー Douches froides、アントニー・コルディエ （Antony Cordier）
- 2006年 予感 Le Pressentiment、ジャン＝ピエール・ダルッサン
- 2007年 ex-aequo
  - Naissance des pieuvres、セリーヌ・シアマ
  - Tout est pardonné、ミア・ハンセン＝ラヴ
- 2008年 L'Apprenti、サミュエル・コラルデイ (Samuel Collardey)
- 2009年 Qu'un seul tienne et les autres suivront、レア・フェネ (Léa Fehner)
- 2010年 美しき棘 Belle Épine、レベッカ・ズロトヴスキ (Rebecca Zlotowski)
- 2011年 Donoma、(Djinn Carrenard)
- 2012年 Louise Wimmer、(Cyril Mennegun)
- 2013年 Vandal、(Hélier Cisterne)
- 2014年 Les Combattants、(Thomas Cailley)

## 審査員（1937年）
- マルセル・アシャール (Marcel Achard)
- ジョルジュ・アルトマン (Georges Altman)
- クロード・アヴリーヌ (Claude Aveline)
- モーリス・ベシー (Maurice Bessy)
- ピエール・ボスト (Pierre Bost)
- オディール・カンビエル (Odile Cambier)
- エミール・セルカン (Émile Cerquant)
- スザンヌ・シャンタル (Suzanne Chantal)
- ルイ・シェロネ (Louis Cheronnet)
- ジョルジュ・シャランソル (Georges Charensol)
- ジョルジュ・クラヴェンヌ (Georges Cravenne)
- ベンジャミン・フェンシルベール (Benjamin Fainsilber)
- ニーノ・フランク (Nino Frank)
- ポール・ジルソン (Paul Gilson)
- ポール・ゴルドー (Paul Gordeaux)
- マルセル・イズコヴスキ (Marcel Idzkowski)
- ピエール・アンブール (Pierre Humbourg)
- マルセル・イズコウスキー (Marcel Idzkowski)
- アンリ・ジャンソン (Henri Jeanson)
- アンドレ・ル・ブレ (André Le Bret)
- ロジェール・レバ (Roger Lesbats)
- ピエール・オグー (Pierre Ogouz)
- ロジェ・レジャン (Roger Régent)
- ジャン・ヴィダル (Jean Vidal)

## 関連事項
- ジル・ジャコブ (Gilles Jacob)